# Piroforicità

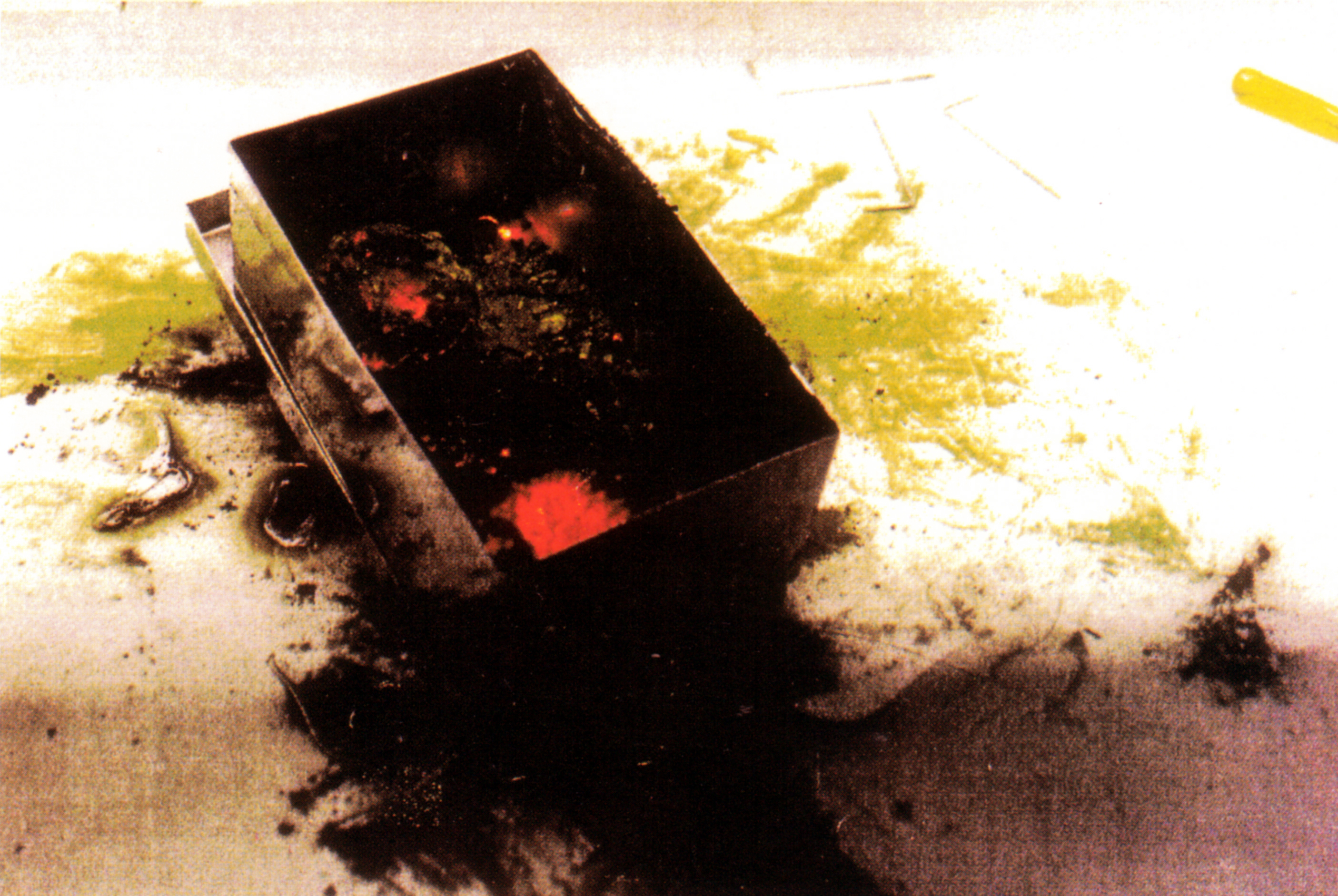
Il plutonio brucia spontaneamente all'aria e la sua superficie riluce come brace.

Una sostanza piroforica (dal greco πυροφόρος, pyrophoros, "portatore di fuoco") è una sostanza che si incendia spontaneamente all'aria anche a temperatura ambiente. La combustione è dovuta ad una reazione fortemente esotermica con l'ossigeno atmosferico, che arriva a sviluppare tanto calore da incendiare la sostanza o farla bruciare con bagliori simili alla brace.
Spesso le sostanze piroforiche sono solidi in forma di polvere fine. In questo caso la superficie disponibile per la reazione con l'ossigeno è molto elevata e la reazione di ossidazione viene facilitata. A questa categoria appartengono molti metalli tra i quali magnesio, titanio, nichel, ferro, lantanoidi e attinoidi, leghe come il mischmetal, nonché vari composti contenenti metalli in basso stato di ossidazione, come il tetraidroalluminato di litio.

## Sostanze piroforiche
Segue un elenco parziale di sostanze piroforiche.

### Solidi
- Fosforo bianco
- Metalli alcalini (litio, sodio, potassio, rubidio e cesio)
- Metalli in polvere fine (ad esempio ferro, alluminio, magnesio, calcio, titanio, zirconio, afnio, bismuto, neodimio, torio, uranio, nettunio)
- Alcuni metalli e leghe anche in forma massiva (cerio, plutonio)
- Composti di intercalazione della grafite come KC8
- Idruri metallici (idruro di sodio, litio alluminio idruro, idruro di uranio)
- Reattivi di Grignard (composti di formula RMgX)
- Solfuro di ferro
- Piombo e carbone sotto forma di polveri

### Liquidi
- La lega NaK
- Composti organometallici di metalli dei gruppi principali (ad es. di alluminio, gallio, indio, zinco, cadmio)
- Derivati alchilati di metalli e nonmetalli (trimetilalluminio, trietilalluminio, n-butillitio) con alcune eccezioni (dimetilmercurio, piombo tetraetile)
- Difosfano
- Trietilborano
- Dietilzinco

### Gas
- Idruri di nonmetalli (arsina, fosfina, diborano, germano, silano)
- Carbonili di alcuni metalli (tetracarbonilnichel)